# 시엠립 국제공항
씨엠립 국제공항(크메르어: អាកាសយានដ្ឋានអន្តរជាតិសៀមរាបអង្គរ, IATA: REP, ICAO: VDSR)은 씨엠립에 있는 캄보디아 제2 규모의 국제공항으로 앙코르 국제공항이라고도 한다. 시엠립 국제공항은 1932년 개항을 하였으며 2023년, 신공항인 시엠립 앙코르 국제공항의 개항에 따라 운영을 종료하였다.

## 역사
시엠립 국제공항은 1932년 프랑스의 계획 하에 건설되었으며 2006년, 공항 현대화 작업을 진행하였다.
2010년, 공항 여객 이용률 증가와 앙코르와트의 파손 우려로 신 공항을 건설하기로 하였으며 이에 2023년, 신 공항인 시엠립 앙코르 국제공항을 개항함에 따라 시엠립 국제공항의 운영은 공식적으로 종료되었다.

## 과거 운항 노선
| 항공사               | 목적지                                                                             |
| -------------------- | ---------------------------------------------------------------------------------- |
| 캄보디아 앙코르 항공 | 다낭, 난닝, 베이징(수도), 서울(인천), 프놈펜, 호찌민, 항저우, 홍콩, 쿤밍           |
| 스카이 앙코르 항공   | 하노이, 서울(인천), 시아누크빌 계절편: 청주, 무안                                  |
| 톤레사프 항공        | 가오슝, 닝보, 샤먼, 청두, 충칭, 타이페이(타오위안), 푸껫                           |
| JC 국제항공          | 충칭, 화이안, 홍콩, 쿤밍, 마카오, 프놈펜, 시아누크빌, 타이페이(도원), 시안, 쉬저우 |
| 에어부산             | 부산(김해)                                                                         |
| 에어서울             | 서울(인천)                                                                         |
| 중국남방항공         | 광저우                                                                             |
| 중국동방항공         | 상하이(푸둥), 청두, 쿤밍                                                           |
| 하이난 항공          | 싼야                                                                               |
| 원동항공             | 계절편 : 타이페이(쑹산)                                                            |
| 라오 항공            | 비엔티안, 루앙프라방                                                               |
| 말레이시아 항공      | 쿠알라룸푸르                                                                       |
| 에어아시아 X         | 쿠알라룸푸르                                                                       |
| 미얀마 국제항공      | 양곤                                                                               |
| 베트남 항공          | 하노이, 호찌민, 루앙 프라방                                                        |
| 제트스타 아시아 항공 | 싱가포르                                                                           |
| 실크에어             | 싱가포르, 다낭                                                                     |
| 방콕 항공            | 방콕(수완나품)                                                                     |

## 도착비자
비행기에서 내려서 입국 심사를 받기 전 왼편으로 도착비자 카운터가 있다. 아래의 서류와 함께 $30을 지불하면 된다. (아동무료)
- 1개월단수 비자: $30(아동무료)
- 준비서류: 입국신고서, 세관신고서1매, 사진1매

## 같이 보기
- 프놈펜 국제공항